# Putsch di Kapp
Il Putsch di Kapp, conosciuto anche come Putsch di Kapp-Lüttwitz, fu un tentativo di colpo di Stato in Germania messo in atto nel marzo 1920. Prende il nome dai suoi leader Wolfgang Kapp e Walther von Lüttwitz, il suo obiettivo era quello di annullare la Rivoluzione tedesca del 1918-1919, rovesciare la Repubblica di Weimar e stabilire un governo autocratico al suo posto. Era sostenuto da parti del Reichswehr, nonché da fazioni nazionaliste e monarchiche.
Sebbene il legittimo governo tedesco fosse stato costretto a fuggire dalla città, il colpo di Stato fallì dopo pochi giorni, quando ampi strati della popolazione tedesca si unirono ad uno sciopero generale richiesto dal governo. La maggior parte degli impiegati statali rifiutò di collaborare con Kapp e i suoi alleati. Nonostante il suo fallimento, il Putsch ebbe conseguenze significative per il futuro della Repubblica di Weimar. Fu una delle cause dirette della rivolta della Ruhr poche settimane dopo, che il governo soppresse con la forza militare, dopo aver trattato con indulgenza i comandanti del Putsch. Questi eventi polarizzarono l'elettorato tedesco, determinando uno spostamento della maggioranza dopo le elezioni del Reichstag del giugno 1920.

## Antefatti

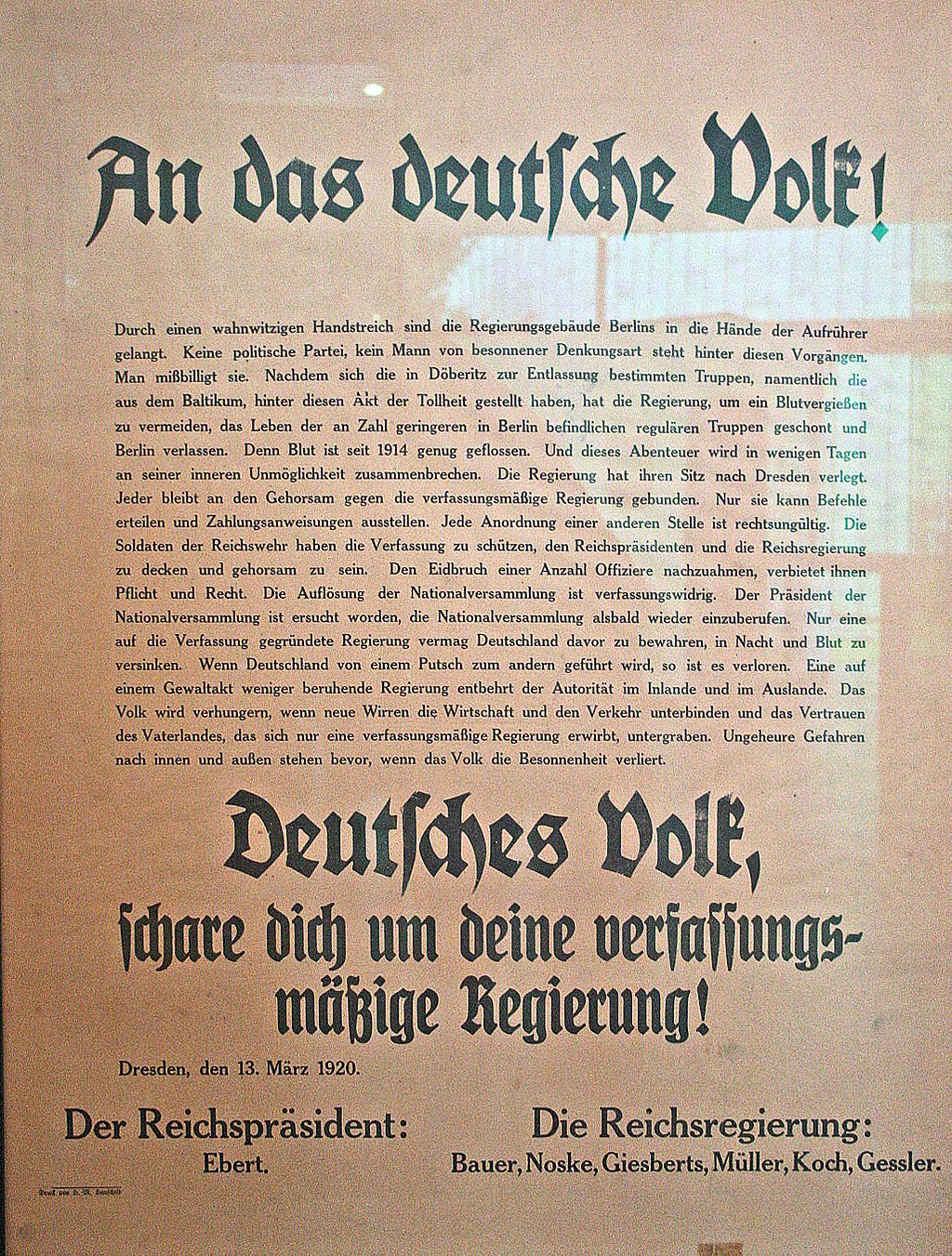
Manifesto del Reichsregierung contro il putsch di Kapp, 13 marzo 1920

Dopo che la Germania perse la prima guerra mondiale (1914-1918), la rivoluzione tedesca del 1918-1919 pose fine alla monarchia. L'Impero tedesco venne abolito e un sistema democratico, la Repubblica di Weimar, fu istituito nel 1919 dall'Assemblea nazionale di Weimar. I circoli nazionalisti e militaristi di destra si opposero alla nuova repubblica e promossero il mito della pugnalata alle spalle, sostenendo che la guerra era stata persa solo perché gli sforzi dell'esercito tedesco imbattuto erano stati minati dai civili in patria.
Nel 1919-20, il governo della Germania fu formato dalla Coalizione di Weimar, composta dal Partito Socialdemocratico (SPD), dal Partito Democratico Tedesco (DDP, liberali di centro-sinistra) e dal Zentrum (cattolici conservatori). Il presidente Friedrich Ebert, il cancelliere Gustav Bauer ed il ministro della Difesa Gustav Noske erano tutti membri dell'SPD. Secondo la costituzione, il presidente era il comandante in capo delle forze armate, rappresentato in tempo di pace dal ministro della Difesa. L'ufficiale più anziano delle forze di terra si chiamava Chef der Heeresleitung, incarico ricoperto all'inizio del 1920 dal generale Walther Reinhardt.
Il cancelliere Bauer venne obbligato a firmare il Trattato di Versailles nel 1919, anche se non era d'accordo. Il trattato era stato dettato dai vittoriosi Alleati della prima guerra mondiale; costrinse la Germania ad assumersi la responsabilità della guerra, ridusse l'area della Germania ed impose enormi risarcimenti e restrizioni militari alla nazione. All'inizio del 1919, la forza della Reichswehr, l'esercito regolare tedesco, era stimata in 350000 uomini, con più di 250000 uomini arruolati nei vari Freikorps ("corpi liberi"), unità paramilitari volontarie, costituite in gran parte da soldati di ritorno dalla guerra. Il governo tedesco utilizzò ripetutamente i soldati dei Freikorps per reprimere le rivolte comuniste dopo la guerra. Secondo i termini del Trattato di Versailles, entrato in vigore il 10 gennaio 1920, la Germania doveva ridurre le sue forze di terra a un massimo di 100000 uomini, che dovevano essere solo soldati professionisti, non coscritti. Il termine iniziale era fissato per il 31 marzo 1920 (successivamente prorogato fino alla fine dell'anno). Le unità dei Freikorps dovevano essere sciolte. Poiché la ragione della loro creazione - la repressione interna - era diventata obsoleta con la repressione delle rivolte di sinistra, stavano diventando una minaccia per il governo. Alcuni alti comandanti militari avevano iniziato a discutere la possibilità di un colpo di Stato già nel luglio 1919.

## Il putsch

### La corsa al putsch

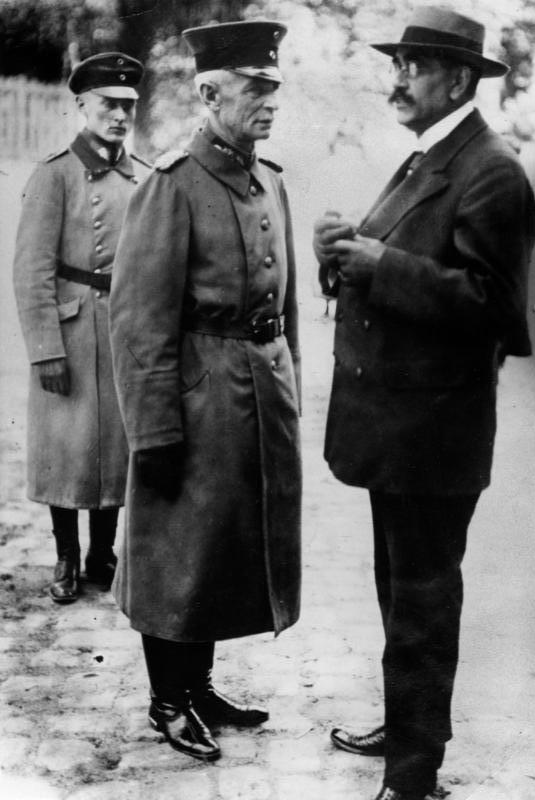
Walther von Lüttwitz (centro) e Gustav Noske (destra), 1920 ca.

Sebbene il Putsch abbia preso il nome da Wolfgang Kapp, un impiegato statale nazionalista prussiano orientale di 62 anni, che aveva pianificato un colpo di Stato contro la repubblica per un po', esso venne istigato dai militari; Kapp svolse un ruolo di supporto. Il 29 febbraio 1920 il ministro della Difesa Noske ordinò lo scioglimento di due dei più potenti Freikorps, la Marinebrigade Loewenfeld e la Marinebrigade Ehrhardt. Quest'ultima contava da 5000 a 6000 uomini ed era stata di stanza alla Truppenübungsplatz Döberitz, vicino a Berlino, dal gennaio 1920. Era una forza d'élite creata da ex ufficiali e sottufficiali della marina imperiale, potenziati in seguito da Baltikumer (coloro che avevano combattuto i bolscevichi in Lettonia nel 1919). Durante la guerra civile del 1919, la brigata aveva agito a Monaco e Berlino. Era estremamente contraria al governo democratico di Friedrich Ebert.
Il suo comandante, il Korvettenkapitän Hermann Ehrhardt, dichiarò che l'unità avrebbe rifiutato il suo scioglimento. Il 1º marzo organizzò una parata senza invitare Noske. Il generale Walther von Lüttwitz, al comando di tutte le truppe regolari dentro ed intorno a Berlino (Gruppenkommando I), il generale più alto in grado dell'esercito all'epoca e al comando di molti Freikorps, disse alla parata che "non avrebbe accettato" la perdita di un'unità così importante. Molti degli ufficiali di Lüttwitz rimasero inorriditi da questo aperto rifiuto dell'autorità del governo e cercarono di mediare, organizzando un incontro tra Lüttwitz e i leader dei due principali partiti di destra. Lüttwitz ascoltò le loro idee, ma non venne dissuaso dalla sua linea di condotta. Noske rimosse quindi la Marinebrigade dal comando di Lüttwitz e l'assegnò alla guida della Marina, sperando che essa avrebbe sciolto l'unità. Lüttwitz ignorò l'ordine ma accettò un incontro con il presidente Ebert, suggerito dal suo stato maggiore.

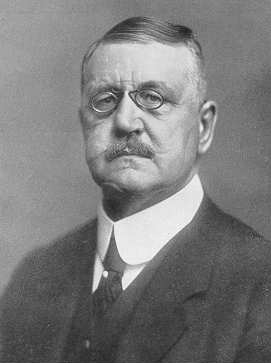
Wolfgang Kapp, il leader del putsch

La sera del 10 marzo Lüttwitz venne con il suo stato maggiore nell'ufficio di Ebert. Ebert aveva chiesto anche a Noske di partecipare. Lüttwitz, attingendo alle richieste dei partiti di destra e aggiungendo le proprie, chiedeva ora l'immediato scioglimento dell'Assemblea nazionale, nuove elezioni per il Reichstag, la nomina di tecnocrati (Fachminister) come segretari per gli affari esteri, gli affari economici e le finanze, la destituzione del generale Reinhardt, la nomina di sé stesso a comandante supremo dell'esercito regolare e la revoca degli ordini di scioglimento della Marinebrigaden. Ebert e Noske respinsero queste richieste e Noske disse a Lüttwitz che si aspettava le sue dimissioni il giorno successivo.
L'11 Marzo Lüttwitz andò a Döberitz e chiese a Ehrhardt se sarebbe stato in grado di occupare Berlino quella sera. Ehrhardt disse di aver bisogno di un altro giorno, ma la mattina del 13 marzo avrebbe potuto essere nel centro di Berlino con i suoi uomini. Lüttwitz diede l'ordine ed Ehrhardt iniziò i preparativi. Fu solo a questo punto che Lüttwitz coinvolse nel complotto il gruppo noto come Nationale Vereinigung. Questo gruppo includeva il membro del Partito Popolare Nazionale Tedesco (DNVP) Wolfgang Kapp, il generale in pensione Erich Ludendorff e Waldemar Pabst, che erano stati dietro l'assassinio di Karl Liebknecht e Rosa Luxemburg nel gennaio 1919 e Traugott von Jagow, l'ultimo capo della polizia di Berlino nel vecchio Reich. Il loro obiettivo era stabilire un regime autoritario (sebbene non una monarchia) con un ritorno alla struttura federale dell'Impero. Lüttwitz chiese loro di essere pronti a prendere il governo il 13 marzo. Il gruppo era impreparato ma accettò il programma fissato da Lüttwitz. Un fattore che li spinse a sostenere un'azione rapida fu che membri comprensivi della Sicherheitspolizei a Berlino li avevano informati che quel giorno erano stati emessi mandati di arresto.
Lüttwitz non venne dimesso ma sospeso dal suo incarico l'11 marzo. Per difendere il governo, Noske ordinò a due reggimenti di Sicherheitspolizei e a un reggimento regolare di prendere posizione nel quartiere governativo, ma dubitava che un putsch fosse imminente. I comandanti del reggimento decisero di non eseguire l'ordine di sparare, decisione che ricevette l'approvazione del capo dei Truppenamts, il generale Hans von Seeckt.

### L'occupazione di Berlino

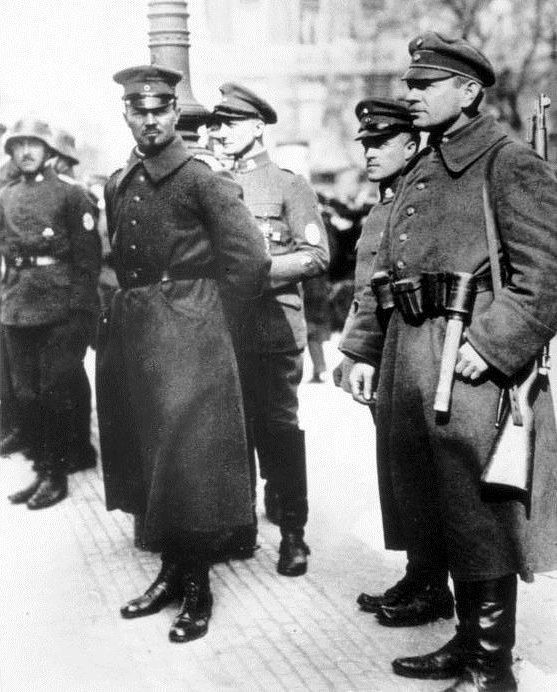
Hermann Ehrhardt durante il putsch

La riluttanza a spargere sangue era unilaterale. La sera del 12 marzo, Ehrhardt ordinò alla sua brigata di marciare su Berlino, di "rompere spietatamente ogni resistenza" ("jeden Widerstand rücksichtslos zu brechen") e di occupare il centro della città con gli edifici governativi. La Brigata, sfoggiando svastiche sui loro elmetti e veicoli, partì verso Berlino intorno alle 22:00. Un'ora dopo il Gruppenkommando lo seppe e informò Noske. Due generali incontrarono Ehrhardt e lo convinsero a dare al governo la possibilità di arrendersi prima di essere preso in custodia, supponendo che tutte le richieste di Lüttwitz fossero accettate entro le 7:00. Ciò venne riferito a Noske che incontrò Ebert. Ebert convocò quindi una riunione di governo per le 4:00. All'una di notte Noske invitò i comandanti anziani nel suo ufficio nel Bendlerblock.
Noske chiese ai comandanti di difendere gli edifici governativi ma venne rifiutato. Tutti gli ufficiali tranne due (uno di loro era Reinhardt, Chef der Heeresleitung) si rifiutarono di eseguire l'ordine di sparare alle truppe ribelli. Alcuni suggerirono negoziati, altri affermarono che i soldati non avrebbero compreso un ordine di fuoco, alcuni sostennero che le unità regolari non sarebbero state in grado di sconfiggere l'élite Marinebrigade. Seeckt parlò di cameratismo. Le sue parole esatte non vennero registrate, ma vennero riportate come: "i soldati non sparano sui soldati. Quindi, forse lei intende, signor ministro, che si combatta una battaglia davanti alla Brandenburger Tor tra i soldati che hanno combattuto fianco a fianco contro un nemico comune? Quando la Reichswehr farà fuoco contro la Reichswehr, tutto il cameratismo all'interno del corpo degli ufficiali sarà svanito". Altri citarono le parole di Seeckt come ancora più succinte: "La Reichswehr non spara sulla Reichswehr!"
Noske, abbastanza depresso dalla slealtà dei militari da parlare di suicidio ad un aiutante, si presentò al governo alle 4:00 del mattino. In una riunione confusa alla Reichskanzlei, il governo indifeso prese due decisioni: abbandonare la città ed indire uno sciopero generale. Il governo non era unanime, il vicecancelliere Eugen Schiffer e alcuni degli altri ministri non SPD si rifiutarono di lasciare la città, per preservare l'opportunità di negoziare con i golpisti. Solo Ebert e i ministri dell'SPD firmarono l'appello per lo sciopero generale. Alle 6:15 essi dovettero interrompere la riunione e fuggire. Entro dieci minuti dalla partenza, la Marinebrigade raggiunse la Brandenburger Tor, dove venne accolta da Lüttwitz, Ludendorff, Kapp e dai loro seguaci. Poco dopo, gli uomini di Kapp si trasferirono nella Reichskanzlei. Supportati da un battaglione della Reichswehr, occuparono il quartiere governativo.
Kapp si proclamò Cancelliere (Reichskanzler) e formò un governo provvisorio. Lüttwitz era comandante delle forze armate e ministro della difesa. Diversi noti conservatori ed ex segretari di stato vennero invitati ad assumere incarichi di governo, ma essi rifiutarono. Il truffatore internazionale Ignaz Trebitsch-Lincoln divenne il censore della stampa di Kapp.

### Lo spargimento di sangue ad Harburg
Dal 1 gennaio, il Freikorps Truppe di Ferro di Rudolf Berthold stava tornando in Germania dai combattimenti in Lituania. La loro destinazione finale era Zossen, dove si sarebbero disarmati. Entro il 13 marzo, erano arrivati fino a Stade. Lì scoprirono che l'insurrezione era in corso. Essendo stato impedito di salire a bordo di un treno lì da ferrovieri in sciopero, Berthold fece occupare ai suoi uomini la stazione ferroviaria, il municipio, l'ufficio del telegrafo e l'ufficio postale. Egli sistemò poi le sue truppe per la notte nel liceo femminile locale. Il giorno seguente, le Truppe di Ferro sequestrarono un treno, che s'insinuò lungo binari pericolosi fino a Harburg. Prima dell'arrivo delle Truppe di Ferro, i funzionari socialisti indipendenti della città avevano tranquillamente arrestato l'ufficiale in comando del battaglione locale della Reichswehr, lasciando i soldati senza leader. All'arrivo del treno, i funzionari indirizzarono il Freikorps alla scuola media locale per un ricovero.
La mattina seguente, 15 marzo 1920, una milizia cittadina iniziò a coalizzarsi attorno alla scuola. Verso mezzogiorno, un mitragliere del Freikorps sparò una raffica sulla folla che si stava radunando per disperderla. Ne seguì uno scontro a fuoco, con 13 vittime civili. Anche tre soldati delle Truppe di Ferro vennero uccisi ed altri otto catturati e giustiziati. Senza né la polizia né le truppe della Reichswehr a frenare la milizia che si stava radunando e con poche munizioni tra le sue truppe, Berthold si rese conto che doveva negoziare una resa. Egli accettò di lasciare che i suoi uomini disarmati uscissero dalla scuola alle sei del pomeriggio, con la certezza che la milizia non avrebbe fatto loro del male. Durante questa resa, una folla inferocita di spettatori assalì le Truppe di Ferro e Berthold venne assassinato. Le Truppe di Ferro disarmate vennero portate in una vicina base militare.

### Le reazioni

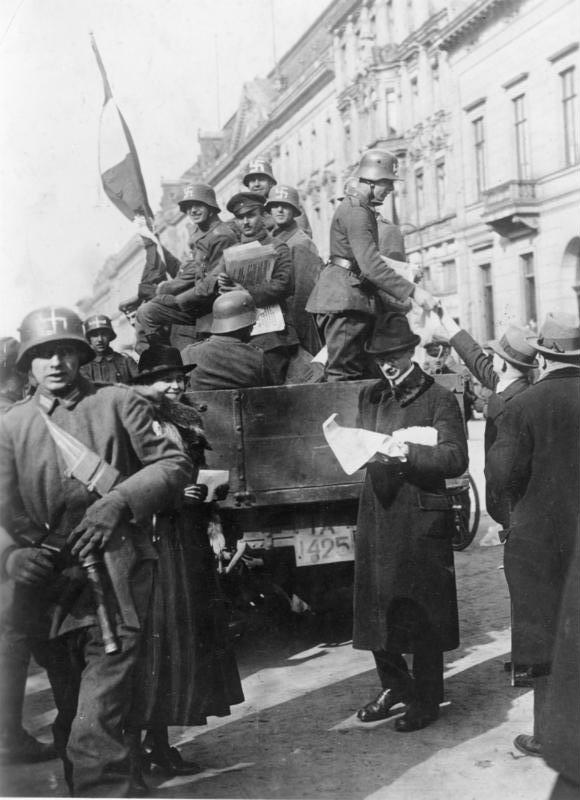
Membri della Marinebrigade Ehrhardt, con svastiche sugli elmi, distribuiscono volantini il 13 marzo

Non ci fu resistenza militare al putsch; le truppe regolari a Berlino, la Sicherheitspolizei, la marina, i comandi dell'esercito di Prussia Orientale, Pomerania, Brandeburgo e Slesia, accettarono formalmente il nuovo ministro della Difesa ed il nuovo Reichskanzler. L'ammiraglio Adolf von Trotha, il comandante della marina, si schierò a sostegno del colpo di Stato non appena ne venne a conoscenza. In Baviera, la Reichswehr rovesciò il governo statale socialdemocratico e lo sostituì con il regime di destra di Gustav Ritter von Kahr. Nel resto del Reich, i comandanti dei Wehrkreise (distretti militari) non si dichiararono a favore o contro Kapp ma non erano neutrali e simpatizzarono più o meno apertamente con i golpisti. I vertici della burocrazia erano ancora dominati da coloro che erano saliti alle loro posizioni sotto l'Impero e la maggior parte era favorevole al colpo di Stato, pur rimanendo esteriormente neutrale e aspettando il proprio momento. Nelle province orientali, la burocrazia si allineò dietro Kapp e Lüttwitz.
Il governo si trasferì a Dresda, dove sperava di ottenere sostegno dal maggior generale Maercker, ma Berlino gli aveva ordinato di prenderli in "custodia protettiva" ed essi si trasferirono a Stoccarda. La proclamazione del governo del 13 marzo, che invitava i lavoratori tedeschi a sconfiggere il putsch per mezzo di uno sciopero generale, ebbe un enorme successo e ricevette un massiccio sostegno dalla classe operaia. I sindacati di maggioranza, solidali con il governo dominato dai socialdemocratici, si unirono all'appello per uno sciopero lo stesso giorno, così come il Partito Socialdemocratico Indipendente (USPD) e il Partito Democratico; seguì il Partito Comunista di Germania (KPD) il giorno dopo. A Berlino lo sciopero iniziò il 14 marzo e il giorno successivo si era diffuso in tutto il Reich. Fu lo sciopero più potente nella storia della Germania, coinvolgendo fino a 12 milioni di lavoratori. Il paese era paralizzato. A Berlino vennero interrotte le forniture di gas, acqua ed elettricità.
Adolf Hitler, che era stato in contatto con i membri della Nationale Vereinigung ed era ansioso di aiutare il colpo di Stato, venne portato a Berlino da Monaco dall'esercito. Il pilota era Robert von Greim, che Hitler in seguito nominò ultimo comandante della Luftwaffe. Egli venne accolto da lavoratori in sciopero in un aeroporto fuori Berlino, dove atterrò per errore e dovette camuffarsi. Alla fine Hitler poté continuare il suo volo insieme a Dietrich Eckart verso Berlino, dove andarono immediatamente alla Reichskanzlei per incontrare Wolfgang Kapp. Hitler ed Eckart vennero avvicinati da Ignaz Trebitsch-Lincoln, che disse loro che Kapp era fuggito e che il colpo di Stato era fallito.

### La fine

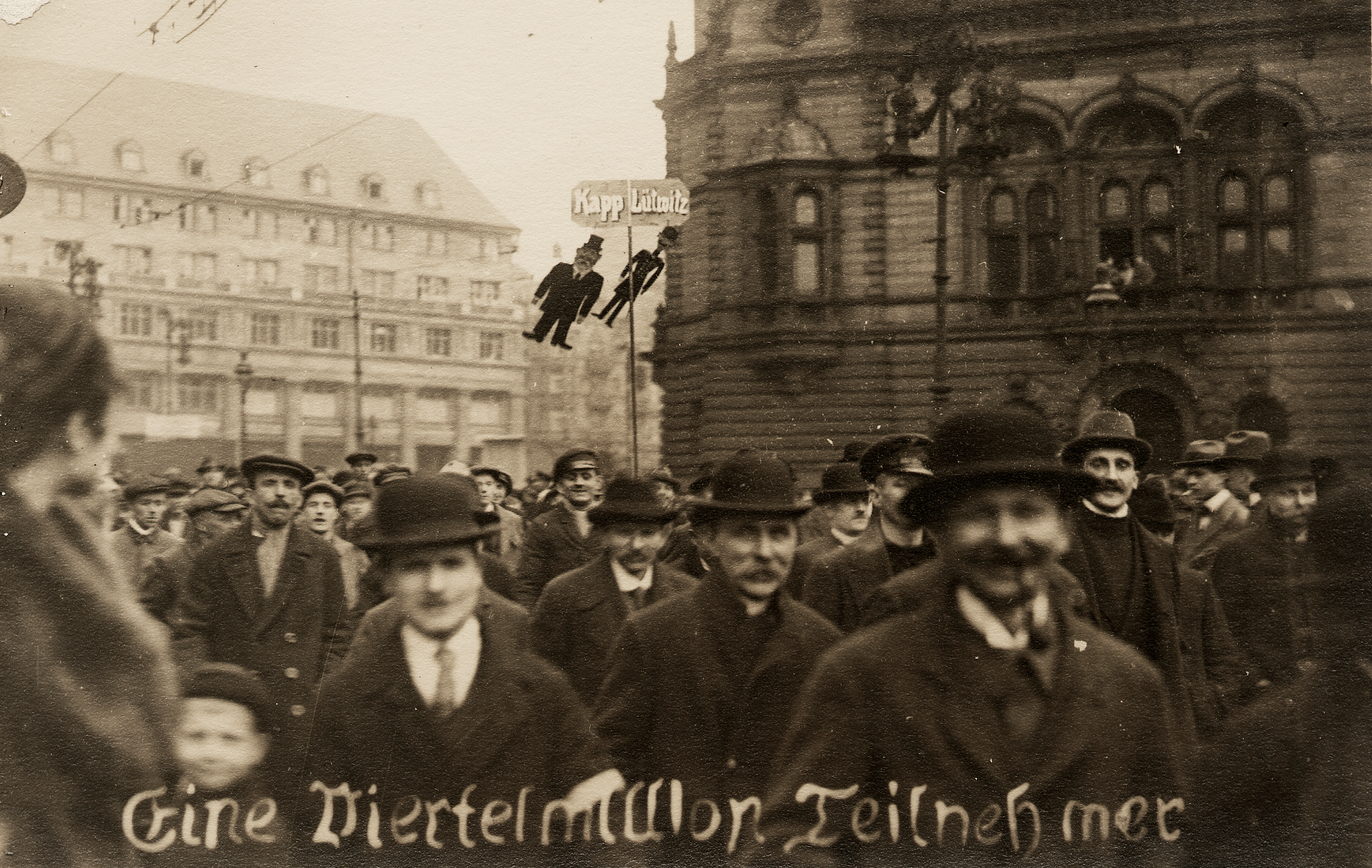
Scioperanti manifestano a Berlino contro il putsch

Con il paese paralizzato, Kapp e Lüttwitz non potevano governare; a Berlino, la comunicazione tra le unità militari avveniva solo tramite corriere. I ranghi della burocrazia erano in sciopero e non c'erano giornali. Proclami che chiedevano agli operai di tornare al lavoro, promesse di nuove elezioni e persino la minaccia della pena capitale per gli scioperanti rimasero senza risultato e il putsch crollò il 17 marzo, quattro giorni dopo il suo inizio. Kapp aveva messo in custodia cautelare il vicecancelliere Schiffer e i membri del governo statale prussiano il 13 marzo, ma essi vennero rilasciati il giorno successivo e il 15 marzo iniziarono i negoziati. Parteciparono anche i rappresentanti della destra democratica, Oskar Hergt e Gustav Stresemann. I quattro grandi partiti di centrodestra (Partito Democratico, Zentrum, Partito Popolare Tedesco e Partito Popolare Nazionale Tedesco) concordarono che la principale minaccia era ora il "bolscevismo" e che dovevano "riconquistare" il corpo degli ufficiali. Era considerato indesiderabile che Kapp e Lüttwitz venissero rovesciati, dovevano essere visti dimettersi volontariamente.
I quattro partiti, sostenuti da alcuni socialdemocratici rimasti a Berlino, offrirono nuove elezioni, un rimpasto di governo e un'amnistia per tutti i partecipanti al putsch, se Kapp e Lüttwitz si fossero dimessi. I golpisti offrirono solo le dimissioni di Kapp, e Lüttwitz cercò di resistere per un altro giorno come capo di una dittatura militare, ma i suoi comandanti lo abbandonarono. Suggerirono a Schiffer, in assenza di Ebert responsabile degli affari del governo, di nominare Seeckt a capo della Reichswehr, cosa che Schiffer fece a nome di Ebert. Quando Lüttwitz offrì le sue dimissioni il 18 marzo, Schiffer accettò, sempre a nome di Ebert, concedendogli pieni diritti alla pensione. Schiffer suggerì anche a Pabst e Lüttwitz di lasciare il paese, fino a quando l'Assemblea nazionale non avesse deciso sulla questione dell'amnistia e avesse persino offerto loro passaporti e denaro falsi.
Il 18 marzo Seeckt elogiò la disciplina della Marinebrigade Ehrhardt e il giorno successivo fornì a Ehrhardt una promessa scritta che non sarebbe stato arrestato fintanto che fosse stato al comando della brigata e la brigata avesse lasciato Berlino. Quando essi vennero disturbati da una folla ostile di astanti, aprirono il fuoco con mitragliatrici, lasciando dodici civili morti e trenta gravemente feriti. Kapp rimase nel paese e volò in Svezia solo ad aprile. Lüttwitz prima si recò in Sassonia e successivamente in Ungheria. Entrambi gli uomini utilizzarono passaporti forniti da sostenitori della polizia. Ehrhardt si nascose in Baviera.

## Conseguenze

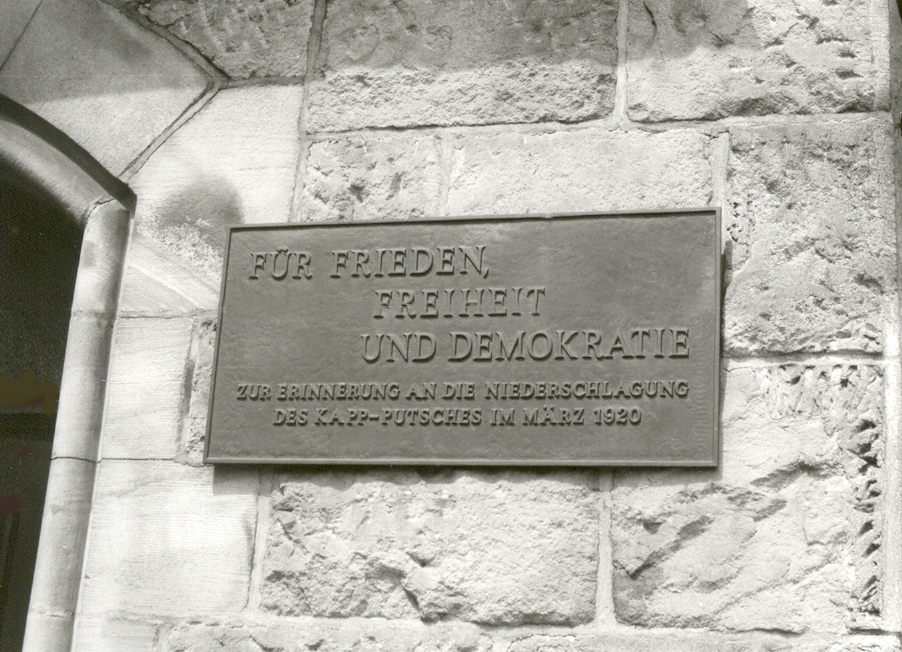
Lapide commemorativa del fallimento del Putsch di Kapp, posta nella stazione ferroviaria di Wetter: «Per la pace, la libertà e la democrazia».

### Le politiche di Weimar
Nel 2009, Layton scrisse: "A prima vista il crollo del putsch di Kapp potrebbe essere visto come un grande successo per la Repubblica di Weimar. Nei sei giorni di crisi, aveva mantenuto il sostegno del popolo di Berlino e aveva efficacemente resistito a una grave minaccia dall'estrema destra". Tra le lamentele che Kapp e i suoi seguaci avevano contro il governo c'era il fatto che l'assemblea nazionale, che era stata eletta per servire temporaneamente, stava iniziando ad agire come un Reichstag permanente e che sembrava che questa assemblea potesse rivedere la costituzione rispetto all'elezione del presidente della Repubblica, che avrebbe reso il Reichstag, piuttosto che l'elettorato, responsabile delle elezioni presidenziali. In conseguenza della promessa fatta ai golpisti, l'Assemblea nazionale venne sciolta in aprile e la data delle elezioni generali per il primo Reichstag repubblicano venne anticipata al 6 giugno, in modo che il popolo tedesco potesse esprimere i propri sentimenti riguardo ai termini del Trattato di Versailles. Tutti i tentativi di cambiare il metodo di elezione alla presidenza della Repubblica vennero abbandonati. Nelle elezioni del Reichstag del 6 giugno, il numero di voti espressi per l'SPD e il Partito Democratico diminuì di oltre la metà rispetto alle elezioni del gennaio 1919, mentre il Partito Popolare Nazionale (DNVP) (i cui elettori alla fine passarono ai nazisti) e l'USPD guadagnarono sostanzialmente. La coalizione di Weimar perse la maggioranza in parlamento e non l'avrebbe mai riconquistata. L'SPD aveva stretto un patto con l'esercito, provocando la morte dei lavoratori comunisti, quindi la sinistra venne definitivamente fratturata. Ebert disse all'esercito che era libero di organizzare i propri affari, formando così uno stato nello stato implacabilmente opposto a Weimar che alla fine fu centrale per il colpo di Stato di destra contro il governo statale prussiano (metà del territorio tedesco) nel 1932. In sostanza, il crollo di Weimar non può essere compreso senza comprendere il putsch di Kapp e le sue conseguenze.

### La rivolta della Ruhr
Gli effetti del Putsch di Kapp-Lüttwitz in tutta la Germania furono più duraturi che a Berlino. In alcune parti del Paese lo sciopero si era trasformato in una rivolta armata. La violenza arrivò dai comandanti militari locali che sostennero il nuovo governo e arrestarono i picchetti, a cui i lavoratori resistettero. In Turingia e Sassonia i militari sconfissero gli operai dopo sanguinosi combattimenti. Nella Ruhr, i lavoratori vinsero e non si fermarono dopo il crollo del putsch di Berlino. In quella che divenne nota come la Rivolta della Ruhr, l'Armata Rossa Ruhr passò all'offensiva. Il 19 marzo prese Dortmund, il 18 marzo Hamm e Bochum e il 19 marzo Essen, provocando il Wehrkreiskommando locale a Münster ad ordinare una ritirata. Entro il 22 marzo, la Ruhr era sotto il controllo dei lavoratori rivoluzionari.
Il governo legittimo tornò a Berlino il 20 marzo e chiese la fine dello sciopero generale. Per ottenere ciò offrì alcune concessioni ai sindacati, alcune delle quali fatte in malafede. I sindacati (ADGB, Afa-Bund e DBB) chiesero la creazione di un nuovo governo composto da SPD e USPD, guidato da Carl Legien ma solo un nuovo governo basato sulla Coalizione di Weimar trovò la maggioranza nell'Assemblea Nazionale ed Hermann Müller (SPD) sostituì Bauer come Cancelliere. Il governo cercò quindi di negoziare con i lavoratori che si erano rifiutati di deporre le armi, dopo che i sindacati avevano annullato lo sciopero il 22 marzo. Quando i negoziati fallirono, la rivolta nella Ruhr venne soppressa da Reichswehr e Freikorps all'inizio di aprile 1920. Centinaia di persone vennero uccise, molte in esecuzione sommaria, alcune commesse da unità che erano state coinvolte nel putsch, tra cui la Marinebrigade Ehrhardt. Come nel 1918-1919, quelli di sinistra avevano motivo di accusare l'SPD e il governo Ebert di schierarsi con i nemici dei lavoratori e della repubblica.

### Gli esecutori del putsch
Il putsch lasciò un gruppetto di cospiratori militari come Pabst ed Ehrhardt, che trovarono rifugio in Baviera sotto il governo di destra di Gustav von Kahr (a sua volta un prodotto indiretto del putsch di Kapp-Lüttwitz) e lì tentarono di organizzare complotti contro la Costituzione ed il governo repubblicao della Germania. La crisi dei rapporti della Baviera con il Reich (agosto-settembre 1921) che si concluse con le dimissioni di Kahr fu un'ulteriore fase dello stesso problema.
Dopo il putsch Noske nominò Kapp, Pabst ed Ehrhardt come responsabili, nonostante il sostegno da molto più in alto nell'esercito. Alla maggior parte dei partecipanti venne concessa un'amnistia e il 2 agosto 1920 il Reichstag approvò una legge che scagionava i crimini commessi durante il putsch e la successiva rivolta della Ruhr, ad eccezione di quelli dovuti a "crudeltà" o "interesse personale".27 Dei 705 casi intentati contro civili, solo il processo contro von Jagow si concluse con un verdetto di colpevolezza.54 I membri di Freikorps e Reichswehr erano soggetti alla legge militare e su 775 corti marziali, 486 casi vennero chiusi. 48 ufficiali vennero rimossi dagli incarichi, sei si dimisero, gli altri vennero sottoposti a blandi provvedimenti disciplinari. La Marinebrigade Ehrhardt venne sciolta nel maggio 1920, ma la maggior parte dei suoi membri venne autorizzata a unirsi alla Reichswehr dove ebbero carriere di successo. I tribunali furono molto più severi nei confronti dei membri dell'Armata Rossa Ruhr, molti dei quali vennero condannati a lunghe pene detentive.27
Kapp venne arrestato in Svezia il 16 aprile ma non venne deportato in Germania. Tornò volontariamente in Germania nell'aprile 1922 e morì lo stesso anno in prigione in attesa del processo. Lüttwitz tornò in Germania come parte di un'amnistia nel 1924. Gustav Noske venne costretto a dimettersi dai sindacati il 22 marzo, come condizione per porre fine allo sciopero generale e perché alcuni nell'SPD pensavano che non fosse stato abbastanza duro di fronte ai golpisti; Otto Geßler succedette a Noske come ministro della Difesa. Anche il generale Reinhardt si dimise, per protesta contro le dimissioni di Noske. Il generale Seeckt divenne il suo successore come Chef der Heeresleitung.54
L'ex gran visir ottomano Talat Pascià, il principale autore del genocidio armeno, si nascondeva a Berlino dopo la guerra ed apparve alla conferenza stampa per criticare i golpisti per il dilettantismo.

### Il monumento alla marcia morta

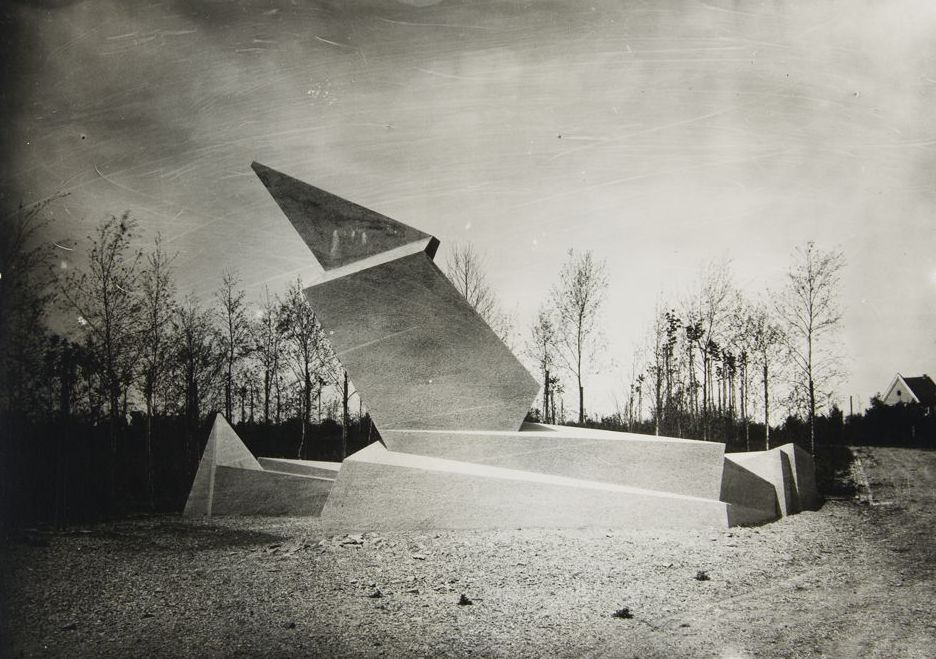
Monumento alla marcia morta di Walter Gropius

Tra il 1920 e il 1922 nel Cimitero centrale di Weimar venne eretto un monumento in onore degli operai uccisi in seguito al putsch di Kapp. Il memoriale venne commissionato dal Gewerkschaftskartell (Cartello sindacale) di Weimar, che condusse un concorso per selezionare un progetto. Venne costruito secondo i progetti presentati dallo studio di architettura di Walter Gropius. Sebbene Gropius avesse affermato che il Bauhaus dovesse rimanere politicamente neutrale, accettò di partecipare al concorso degli artisti di Weimar alla fine del 1920.
Il monumento era disposto attorno a uno spazio interno, in cui i visitatori potevano sostare. Il memoriale ripetutamente fratturato e molto spigoloso si ergeva su tre lati, come se fosse stato spinto verso l'alto o conficcato nel terreno.
Il monumento venne distrutto dai nazisti nel febbraio 1936. Loro si opposero politicamente e lo considerarono un esempio di "arte degenerata", come Hitler definì le opere moderne.